# River Swift
Der River Swift ist ein 23 Kilometer langer rechter Nebenfluss des River Avon in den englischen Grafschaften Leicestershire und Warwickshire. Er entspringt in der Nähe des Bruntingthorpe Aerodrome im Dorf Bruntingthorpe. Er fließt in überwiegend südwestlicher Richtung und mündet im Norden der Stadt Rugby in den nach Westen fließenden River Avon.